# 阪部貴行
阪部　貴行（さかべ　たかゆき、1970年11月14日 - ）は、和歌山県出身の、日本の柔道選手である。階級は95kg超級。現役時代は身長176cm。体重123kg。

## 経歴
和歌浦小学校の時に、和歌浦の健心館畠中道場、(館長畠中耕作)で柔道をはじめる
明和中学から和歌山北高校へ進むと、2年の時に全国高校選手権の個人戦無差別の準決勝で天理高校2年の養父直人に合技で敗れるも3位になった。3年の時にはインターハイの重量級で5位だった。
1989年に近畿大学へ進学すると、3年の時には優勝大会で3位になった。4年の時にも優勝大会で同級生の奥山由洋や2学年下の田村和也、武村雄太、竹村欣也などとともに活躍して3位となった。
1993年には愛知県警の所属となると、1994年の全日本選手権では準々決勝でJRAの小川直也に上四方固で敗れるも5位になった。全国警察柔道選手権大会の無差別では優勝を飾った。嘉納杯でも5位だった。1995年にはシドニーで開催された環太平洋柔道選手権大会の95kg超級と無差別で2種目制覇を成し遂げた。全国警察柔道選手権大会では2連覇を達成した。
引退後は和歌山県教育委員会スポーツ課の職員となり、2015年に地元の和歌山県で開催された国体では成年男子チームの監督となり2位となった。また、和歌山県柔道連盟の理事にも就任した。

## 戦績
- 1988年 -　全国高校選手権　個人戦　無差別　3位
- 1988年 -　インターハイ　重量級　5位
- 1991年 -　優勝大会　3位
- 1992年 -　優勝大会　3位
- 1994年 -　全日本選手権　5位
- 1994年 -　全国警察柔道選手権大会　優勝(無差別)
- 1994年 -　嘉納杯　5位
- 1995年 -　環太平洋柔道選手権大会　95kg超級　優勝　無差別　優勝
- 1995年 -　全国警察柔道選手権大会　優勝(無差別)

(出典)。